# Caroline của Braunschweig-Wolfenbüttel
Caroline của Braunschweig-Wolfenbüttel (tiếng Đức: Caroline Amalie Elisabeth von Braunschweig-Wolfenbüttel; 17 tháng 5 năm 1768 - 7 tháng 8 năm 1821) là Vương hậu của Vương quốc Liên hiệp Anh và Hannover với tư cách là vợ của Quốc vương George IV từ ngày 29 tháng 1 năm 1820 đến khi qua đời vào năm 1821. Bà là Vương phi xứ Wales từ năm 1795 đến năm 1820.
Caroline là con gái của Karl Wihelm Ferdinand xứ Braunschweig-Wolfenbüttel và Augusta của Đại Anh, Caroline đính hôn với em họ của mình, George, vào năm 1794 dù hai người chưa từng gặp nhau trước đó. Lúc bấy giờ George đã kết hôn bất hợp pháp với Maria Fitzherbert. George và Caroline kết hôn vào năm 1795 nhưng ly thân ngay sau khi sinh đứa con đầu lòng là Charlotte Augusta xứ Wales, vào năm 1796. Đến năm 1806, có tin đồn Caroline đã có tình nhân và có một đứa con ngoài giá thú, điều này dẫn đến một cuộc điều tra về cuộc sống cá nhân của bà. Các chức sắc dẫn đầu cuộc điều tra kết luận rằng những tin đồn đó "không có cơ sở", dù vậy Caroline vẫn bị hạn chế quyền tiếp cận con gái. Năm 1814, Caroline chuyển đến Ý sống, tại đây bà thuê Bartolomeo Pergami làm người hầu của mình. Pergami sớm trở thành bạn đồng hành thân thiết nhất của Caroline và nhiều người cho rằng giữa họ đã nảy sinh tình cảm. Năm 1817, tâm trí Caroline bị tàn phá khi biết con gái, Vương tôn nữ Charlotte, đã qua đời khi sinh nở. Bà nghe tin này từ một người đưa thư đi ngang qua vì George từ chối viết thư hoặc báo cho bà hay. Ông nhất quyết ly hôn với Caroline và thiết lập cuộc điều tra thứ hai nhằm thu thập bằng chứng ngoại tình của bà.
Năm 1820, George trở thành Quốc vương của Vương quốc Liên hiệp Anh và Hannover. Ông chán ghét vợ mình, thề sẽ không bao giờ cho phép bà trở thành Vương hậu và nhất quyết đòi ly hôn, việc này bị Caroline từ chối. Một cuộc ly hôn hợp pháp có thể thực hiện được nhưng tương đối khó xảy ra. Caroline trở về Anh nhằm khẳng định vị trí Vương hậu của mình. Bà cực kỳ nổi tiếng với người dân Anh, họ đồng cảm với bà và khinh khi vị tân vương vì cách cư xử trái luân thường đạo lý của ông. Dựa trên những bằng chứng mập mờ thu được, George làm mọi cách để ly dị vợ mình bằng cách công bố Dự luật Hình phạt và Đau đớn với Nghị viện, nhưng đạo luật không mấy nổi tiếng trong khi Caroline rất nổi tiếng với quần chúng nhân dân, có tin cho rằng Đạo luật đã bị Nghị viện Liverpool rút lại. Tháng 7 năm 1821, Caroline bị cấm xuất hiện tại lễ đăng quang theo lệnh của George IV. Bà ngã bệnh ở London và qua đời ba tuần sau đó. Tang lễ của bà được diễu hành qua Luân Đôn trên đường đến quê hương của bà, Braunschweig, nơi bà được an táng.

## Đầu đời
Caroline sinh ra là một Công nữ xứ Braunschweig với tước vị Nữ Công tước xứ Braunschweig-Wolfenbüttel vào ngày 17 tháng 5 năm 1768 tại Braunschweig (tiếng Anh gọi là Brunswick), Đức. Bà là con gái của Karl Wilhelm Ferdinand xứ Braunschweig-Wolfenbüttel và Augusta của Đại Anh, chị cả của George III.
Caroline được nuôi dưỡng trong hoàn cảnh khắc nghiệt. Mẹ bà giận dữ vì chuyện ngoại tình của cha bà với Louise Hertefeld, tình nhân chính thức của ông vào năm 1777. Caroline sau đó đã tâm sự với Lady Charlotte Campbell rằng bà mệt mỏi khi trở thành "quả cầu" giữa cha mẹ mình, bởi bất cứ khi nào bà đứng về phía một trong hai người, bà chắc chắn sẽ bị người kia chửi mắng.

## Giáo dục
Caroline được dạy dỗ bởi các giáo sư (Governess), nhưng môn học duy nhất mà bà được học chuyên sâu là âm nhạc. Từ năm 1783 đến năm 1791, Nữ Bá tước Eleonore von Münster là giáo sư của bà và được bà dành cho nhiều cảm tình, nhưng Nữ Bá tước không bao giờ dạy cho bà cách đánh vần chính xác bởi Caroline luôn thích ra lệnh cho một thư ký của mình. Caroline thông hiểu tiếng Anh và tiếng Pháp, nhưng cha bà thừa nhận rằng bà không được học hành tử tế. Theo ý của mẹ bà, các Công chúa Đức đều học tiếng Anh với hy vọng sẽ được chọn kết hôn với George, Thân vương xứ Wales, con trai cả của George III, người thừa kế ngai vàng và là em họ của Caroline.
John Stanley, sau này là Lord Stanley xứ Alderley, đã gặp bà vào năm 1781 và nhớ đến bà bà là một thiếu nữ hấp dẫn với mái tóc đẹp và xoăn. Năm 1784, bà được mô tả là một mỹ nhân và hai năm sau đó, Mirabeau mô tả bà là "một cô nương vô cùng đáng yêu, đầy sức sống, vui tươi, hóm hỉnh và xinh đẹp".
Caroline được giáo dưỡng với một chế độ nghiêm khắc, tránh tiếp xúc với người khác giới ngay cả trong những giờ phút riêng tư. Bà được cho là bị giáo sư của mình và những quý bà lớn tuổi khác quản thúc cực kỳ nghiêm ngặt, bị nhốt trong phòng riêng khi nhà có khách và phải tránh xa các cửa sổ. Bà thường không được phép tham dự các buổi dạ hội và các sự kiện trong triều, dù được phép, bà cũng sẽ bị cấm khiêu vũ. Abbé Baron nhận xét: "Vị cô nương ấy bị giám sát với mức độ nghiêm ngặt nhất, bởi họ cho rằng cô ta đã nhận thức được những gì mình còn thiếu. Tôi không chắc liệu những ngọn đuốc của Nguyệt Lão có chiếu lên cô ấy hay không. Dù luôn thể hiện vẻ trang trọng thanh lịch, cô nương ấy không bao giờ được phép khiêu vũ", mỗi khi mọi người bắt đầu khiêu vũ, Caroline buộc phải ngồi xuống bàn chơi bài với ba quý bà lớn tuổi. Một dịp hiếm hoi bà được phép khiêu vũ là tại hôn lễ của anh trai Charles, mặc dù người nhảy cùng với bà chỉ là anh trai, người đầy tớ giám sát bà hoặc anh rể, Thân vương xứ Orange - tuy nhiên, bà vẫn bị cấm dùng bữa tối riêng với anh trai. Sự cô lập u mịch này đã hành hạ bà, được chứng minh qua một lần nọ bà lại bị cấm tham dự một buổi dạ hội. Caroline đã giả vờ lâm trọng bệnh đến nỗi cha mẹ bà phải rời khỏi buổi dạ hội để đến thăm bà. Khi họ về tới, bà nói mình sẽ chuyển dạ và đòi cha mẹ tìm một bà mụ. Khi bà mụ đến nơi, bà ngừng diễn và hỏi mẹ mình: "Bây giờ, thưa quý bà, bà có còn cấm con tham dự dạ hội nữa không?"
Bà Công tước xứ Brunswick muốn sắp xếp một mối hôn sự cho một trong những đứa con của bà với một thành viên trong vương thất Anh. Khi cháu trai bà, Vương tử Frederick, Công tước xứ York và Albany đến thăm Brunswick vào tháng 6 năm 1781, bà than thở với Frederick rằng Caroline không thể thường xuyên xuất hiện như trước đây vì đã trở thành một thiếu nữ. Từ năm 1782, Caroline đã nhận được một số lời dặm hỏi từ Thân vương xứ Orange, Vương thân George xứ Hawai-Darmstadt, Charles, Công tước xứ Mecklenburg-Strelitz, và con trai thứ hai của Bá tước xứ Baden, trong khi đó cha mẹ của Caroline mong muốn có con rể là một Vương tử Anh hoặc Vương tử Phổ, cuối cùng không có hôn sự nào được tác hợp. Caroline sau đó đã nói rõ rằng cha bà đã cấm bà kết hôn với một người đàn ông bà yêu vì địa vị thấp kém. Danh tính của người đàn ông này chưa được xác định, nhưng những người đương thời cho rằng có thể Caroline đã đem lòng yêu một Sĩ quan được gọi là "Mỹ nam Ireland" sống ở Brunswick. Cũng có tin đồn nói Caroline đã sinh con ở tuổi mười lăm.
Mặc dù không được phép tiếp xúc với nam giới, Caroline được phép đi xe ngựa và bà đã đến thăm một số ngôi nhà của các nông dân. Bà đã từng làm việc này khi còn nhỏ, trong thời gian đó bà đã đến gặp lũ trẻ con để chơi đùa, và khi trưởng thành, một trong những chuyến đi này được cho là đã dẫn đến việc bà mang thai. Không có bất kỳ xác nhận nào về tin đồn này, nhưng lời đồn luôn được biết đến khi bà còn sống và được xem là một lý do bà kết hôn trễ hơn bình thường, dù bà cũng được coi là có nhan sắc và nhận được rất nhiều lời cầu hôn lúc bấy giờ.

## Hôn nhân

### Đính hôn
Năm 1794, Caroline và Thân vương xứ Wales đính hôn dù chưa từng gặp nhau. George chấp nhận kết hôn với Caroline vì ông đang có rất nhiều khoản nợ nần và nếu chấp nhận kết hôn với một Công chúa đủ điều kiện, Nghị viện sẽ tăng trợ cấp cho George. Caroline tương đối hội tụ đủ các điều kiện: bà theo đạo Tin lành, cuộc hôn nhân của họ sẽ tạo một liên minh giữa Brunswick và Anh. Mặc dù Brunswick chỉ là một tiểu quốc, Anh lúc bấy giờ đang trong giai đoạn chiến tranh với Cách mạng Pháp và vì vậy rất mong muốn có được các đồng minh ở Châu Âu lục địa. Cha của Caroline, Charles William Ferdinand, Công tước xứ Brunswick đang trị vì Brunswick. Ngày 20 tháng 11 năm 1794, Lord Malmesbury đến Brunswick để hộ tống Caroline đến Anh chuẩn bị bắt đầu cuộc sống mới. Trong hồi ký của mình, Malmesbury ghi chép sự dè dặt của bản thân ông về "yếu tố phù hợp" của Caroline trong việc trở thành vợ của Thân vương xứ Wales: bà ấy thiếu chính kiến, sự trang nhã và khéo léo, nói năng thiếu ý tứ, cư xử thiếu thận trọng và thường lôi thôi việc giặt giũ hoặc thay trang phục bẩn. Ông nói thêm rằng bà có "một số giá trị đạo đức bẩm sinh, nhưng không có ý niệm bẩm sinh cứng rắn nào về giá trị và sự cần thiết của chúng". Tuy nhiên, Malmesbury bị ấn tượng bởi bản tính dũng cảm của Caroline; Trên hành trình đến Anh, cả đoàn người nghe thấy tiếng đại bác khi đang ở vị trí khá gần phòng tuyến Pháp. Mẹ của Caroline, người tháp tùng cả hai đến bờ biển, rất lo lắng cho sự an toàn của họ, trong khi đó Caroline không hề tỏ ra một chút bối rối.
Vào ngày 28 tháng 3 năm 1795, Caroline và Malmesbury rời Cuxhaven trên chiếc tàu HMS Jupiter. Bị trì hoãn bởi thời tiết xấu, cả hai cập bến một tuần sau đó, đúng ngày Chủ nhật Phục sinh, tức ngày 5 tháng 4, tại Greenwich. Ở đó, bà gặp Frances Villiers, Bà Bá tước xứ Jersey, tình nhân của George, được bổ nhiệm làm Lady of the Bedchamber của Caroline. Smith ghi chú:

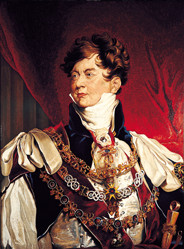
George, Thân vương xứ Wales.

"Bà ấy được chọn làm hôn thê của George, Thân vương xứ Wales một phần vì mẹ bà là người chị rất được George III yêu mến, một phần là nhờ Công tước xứ York và Công tước xứ Clarence đã đưa ra những lời khen có cánh cho bà sau khi họ đến thăm Đức, và một phần vì quá ít lựa chọn cho một Vương phi người Đức theo đạo Cơ đốc."
Trong lần gặp đầu tiên với hôn thê, George đã yêu cầu một ly rượu mạnh. Ông hoàn toàn thất vọng. Tương tự, Caroline nói với Malmesbury: "[Thân vương] rất mập và ngài ấy không đẹp trai như trong bức chân dung." Bà buồn bã và thất vọng vì George rõ ràng thiên vị Lady Jersey hơn mình.

### Kết hôn
Caroline và George kết hôn vào ngày 8 tháng 4 năm 1795 tại Nhà nguyện vương thất, Cung điện St. James, London. Thân vương xứ Wales đã say mèm tại hôn lễ. Ông nhìn nhận Caroline "không hấp dẫn" và "mất vệ sinh", ông bày tỏ hoài nghi với Malmesbury rằng bà không còn là một trinh nữ khi họ kết hôn. Trước đó ông đã bí mật kết hôn với Maria Fitzherbert, nhưng cuộc hôn nhân của hai người vi phạm Đạo luật Hôn nhân Vương thất 1772 và vì thế không được công nhận về mặt pháp lý.
Trong một lá thư gửi cho một người bạn, Thân vương cho biết hai vợ chồng chỉ quan hệ ba lần: hai lần vào đêm tân hôn và một lần khác vào đêm thứ hai. Ông viết: "Chuyện đó đòi hỏi ở ta không ít [nỗ lực] để chế ngự ác cảm của bản thân và bỏ qua sự ghê tởm con người cô ta." Caroline nói George đã say đến mức đã "bỏ qua phần tuyệt nhất trong đêm tân hôn để nằm bên lò sưởi, anh ta ngã ra đó và ta bỏ mặc anh ấy".

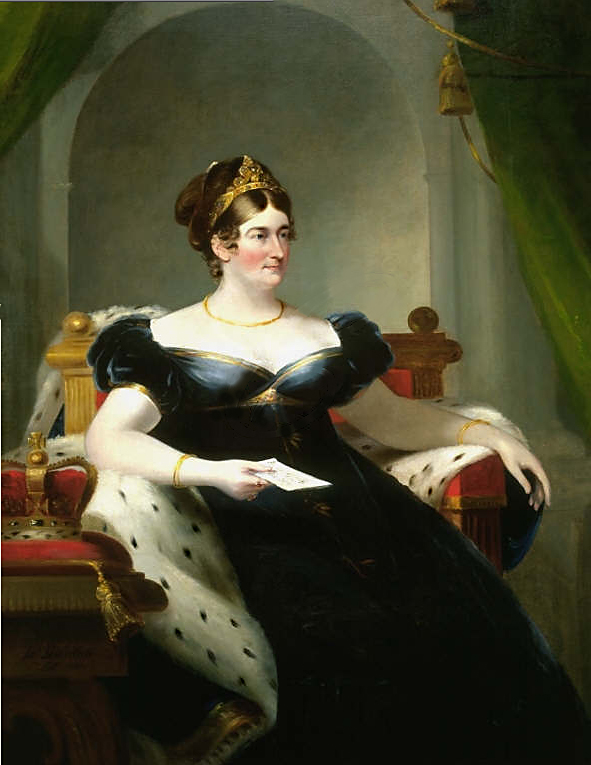
Cuộc hôn nhân không hạnh phúc đã dẫn tới việc George và Caroline phải ly thân.

Khoảng chín tháng sau, Caroline hạ sinh Vương tôn nữ Charlotte Augusta, đứa con hợp pháp duy nhất của George, tại dinh thự Carlton ngày 7 tháng 1 năm 1796. Charlotte xếp thứ hai trong hàng kế vị ngai vàng Anh sau cha. Chỉ ba ngày sau khi sinh Charlotte, George đã soạn một di chúc mới. Trong di chúc ông để lại tất cả tài sản của mình cho "Maria Fitzherbert, vợ ta", trong khi chỉ để lại "một đồng Shilling" cho Caroline.
Lời đồn về cuộc hôn nhân trục trặc của Caroline và George được lan truyền. Các tờ báo cho rằng Lady Jersey đã mở thư, đọc và lan truyền nội dung các lá thư của Caroline. Bà khinh thường Lady Jersey và không thể đi hoặc du ngoạn bất cứ nơi nào nếu không được George cho phép. Báo chí đã phỉ báng George vì sự hoang phí và xa xỉ của ông trong thời chiến và miêu tả Caroline là một người vợ sai lầm. Caroline được dân chúng ủng hộ và nhận được sự khen ngợi vì bản tính cởi mở và dễ gần. George mất tinh thần trước sự được lòng dân của vợ và sự bất tín nhiệm của dân chúng dành cho mình, và cảm thấy bị mắc kẹt trong cuộc hôn nhân không tình yêu với một người đàn bà mà ông ghê tởm. George muốn ly dị. Vào tháng 4 năm 1796, George viết thư cho Caroline: "Không may là chúng ta có nghĩa vụ phải thừa nhận với nhau rằng cả hai không thể tìm thấy hạnh phúc trong cuộc hôn nhân này... Do đó ta cầu xin cô hãy chọn một giải pháp tốt nhất cho cả hai, dù đáng tiếc." Vào tháng 6, Lady Jersey từ chức cương vị Lady of the Bedchamber của Caroline. George và Caroline lúc này đã ly thân. Tháng 8 năm 1797, Caroline chuyển đến một nơi ở mới: nhà của một cha xứ hoặc một mục sư ở Charlton, London. Sau đó bà lại chuyển đến dinh thự Montagu ở Blackheath. Không còn bị ràng buộc bởi chồng hoặc theo một số lời đồn, không còn bị ràng buộc bởi những lời thề hôn nhân, Caroline giải khuây với bất kỳ người nào làm bà ấy thích thú. Bà tán tỉnh Đô đốc Sir Sidney Smith và Đại úy Thomas Manby và có thể đã có một mối quan hệ ngắn với chính trị gia George Canning.

### Cuộc điều tra
Thường vào mỗi mùa hè, Charlotte được giao cho một giáo sư chăm sóc trong một dinh thự gần dinh thự Montagu và Caroline thường đến thăm con gái. Một đứa con gái duy nhất dường như không đủ thỏa mãn bản năng làm mẹ của Caroline, do đó bà đã nhận nuôi thêm tám hoặc chín đứa trẻ nghèo là con của dân chúng trong vùng. Năm 1802, bà nhận nuôi một cậu bé ba tháng tuổi, William Austin, và đem cậu bé về nhà mình. Đến năm 1805, Caroline xảy ra mâu thuẫn với những người hàng xóm của mình, Sir John và Lady Douglas, họ tố cáo Caroline đã gửi cho họ những lá thư tục tĩu và quấy rối. Lady Douglas cáo buộc Caroline tội bất trung và William Austin chính là đứa con trai ngoài giá thú của bà.
Năm 1806, một Hội đồng bí mật đã được thành lập, gọi là "Cuộc điều tra tế nhị", nhằm điều tra các cáo buộc của Lady Douglas. Hội đồng bao gồm bốn người chính khách lỗi lạc nhất trong nước lúc bấy giờ: Thủ tướng Lord Grenville, Quan chưởng ấn Lord Erskine, Thủ lãnh Pháp viện Anh và xứ Wales Lord Ellenborough và Bộ trưởng Nội vụ Lord Spencer. Lady Douglas nói rằng chính Caroline đã thừa nhận với bà vào năm 1802 rằng bà đang có thai và Austin là con trai của bà. Bà còn quả quyết thêm rằng Caroline đã bất trung với vương thất, có dan díu tình dục và khẳng định bất kỳ người phụ nữ nào thân thiết với một người đàn ông chắc chắn sẽ trở thành tình nhân của anh ta. Ngoài Smith, Manby và Canning, nghệ sĩ Thomas Lawrence và Henry Hood (con trai của Lord Hood) cũng được cho là tình nhân của Caroline. Những người hầu của Caroline không xác nhận những quý ông này là tình nhân của bà chủ, cũng như việc mang thai, họ nói rằng đứa bé đã được chính mẹ của nó, Sophia Austin, đưa đến nhà Caroline. Sophia được triệu tập đến gặp các thành viên trong Hội đồng và quả quyết đứa trẻ ấy chính là con của mình.

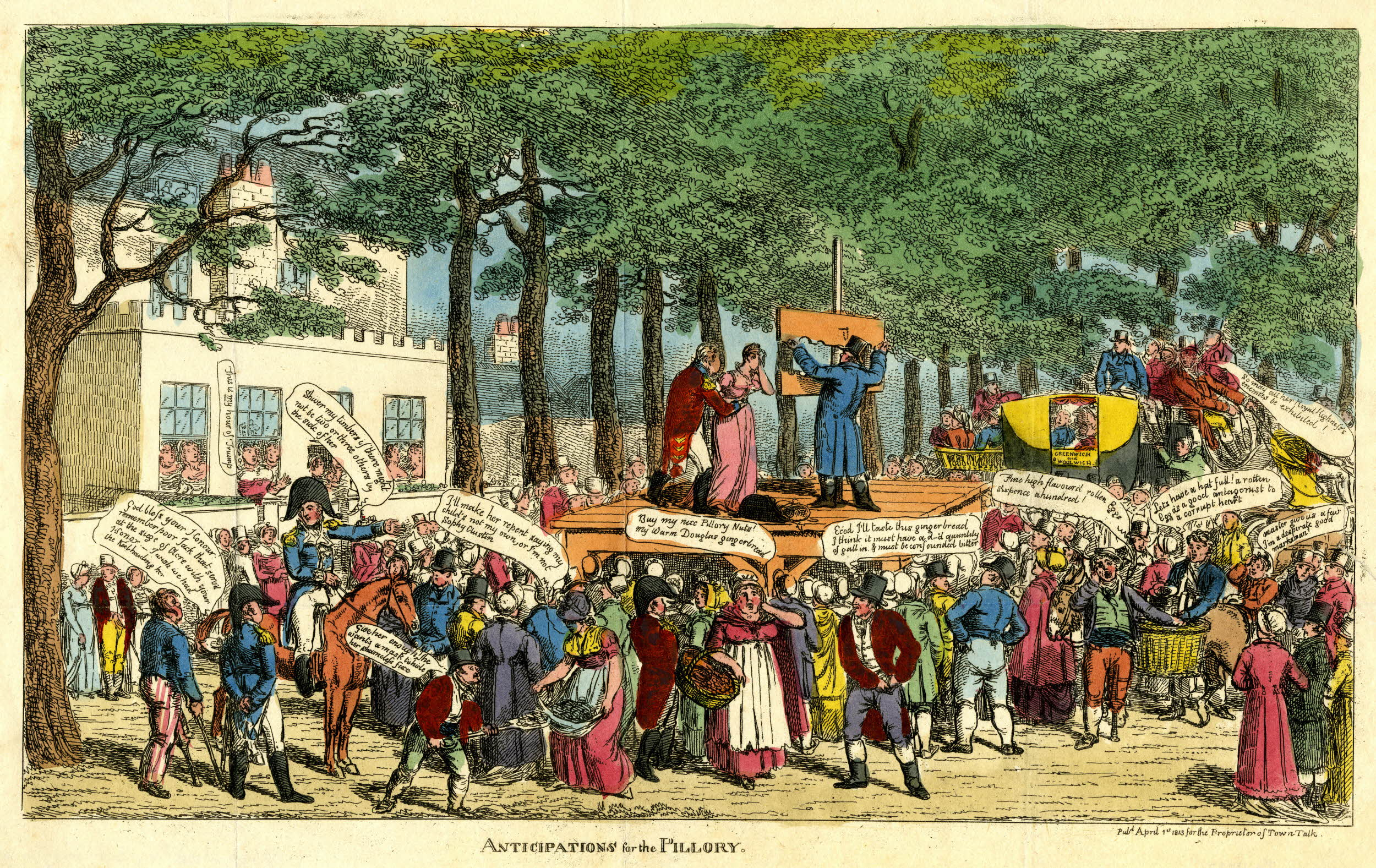
Tranh biếm họa cảnh Sir John và Lady Douglas bị đưa ra bêu xấu bên ngoài dinh thự Montagu, Blackheath, sau khi bị mất uy tín trong việc đưa ra chứng cứ vu khống Caroline.

Hội đồng đã thống nhất rằng những cáo buộc kia là "không có cơ sở", nhưng tin đồn về hoạt động của Hội đồng và những thông tin của cuộc điều tra đã bị rò rỉ với báo chí. Hành vi của Caroline với những người bạn khác giới được xem là "không phù hợp", nhưng không có bằng chứng cụ thể nào chứng minh bà có tội ngoài việc tán tỉnh. Nhiều khả năng chuyện mang thai mà Caroline đã nói với Lady Douglas là khát vọng bất thành của bà, hoặc chỉ là một trò đùa dại dột, nhưng không may nó đã phản tác dụng. Cuối năm đó, Caroline nhận được thêm hung tin Brunswick bị Pháp xâm chiếm và cha bà đã thiệt mạng trong trận chiến Jena-Auerstadt. Mẹ và anh trai bà, Frederick William, Công tước xứ Brunswick-Wolfenbüttel, đã trốn sang Anh. Caroline mong muốn quay trở về Brunswick nhưng phần lớn châu Âu đặt dưới quyền kiểm soát của người Pháp, do đó bà không còn nơi trú ẩn nào an toàn.
Trong suốt cuộc điều tra tế nhị, Caroline không được phép gặp con gái và sau đó, số lần được thăm con gái bị giảm xuống còn một lần một tuần hoặc chỉ khi có sự hiện diện của mẹ Caroline, Bà Công tước góa phụ xứ Brunswick. Hai mẹ con thường được gặp nhau tại Blackheath hoặc một căn hộ trong Cung điện Kensington thuộc quyền sở hữu của Caroline.

### Bị cô lập khỏi xã hội
Cuối năm 1811, Quốc vương George III mắc chứng tâm thần vĩnh viễn và Thân vương xứ Wales được bổ nhiệm làm Nhiếp chính. Ông tiếp tục giảm bớt quyền gặp con gái của vợ cũ và Caroline trở nên bị cô lập khỏi xã hội khi các thành viên của giới thượng lưu chọn lui tới các bữa tiệc xa hoa của George hơn là của bà. Caroline chuyển từ London đến sống tại dinh thư Connaught ở Bayswater. Bà cần một đồng minh có thế lực để giúp bà đối chọi với quyền hạn ngày càng lớn của George trong việc ngăn bà gặp con gái. Bà liên minh với Henry Brougham, một chính trị gia đầy tham vọng thuộc đảng Whig, một người ủng hộ cải cách, và từ đó bắt đầu một chiến dịch tuyên truyền chống lại George. George đáp trả bằng cách cho hé lộ lời khai của Lady Douglas từ "cuộc điều tra tế nhị", và Brougham cũng cho lộ lời khai của những người hầu và bà Sophia Austin. Cũng như số đông dân chúng, Charlotte ủng hộ quan điểm của mẹ mình. Jane Austen viết về Caroline: "Một quý bà đáng thương, tôi sẽ hỗ trợ bà ấy miễn là tôi có thể, bởi bà là phụ nữ và tôi căm ghét chồng bà ấy."
Năm 1814, sau thất bại của Napoléon, giới quý tộc từ khắp châu Âu đã đến tham dự các lễ ăn mừng ở London, trừ Caroline. Mối quan hệ của George với con gái cũng trở nên xấu đi vì Charlotte muốn có sự tự do hơn là sự khắt khe của cha. Vào ngày 12 tháng 7, ông thông báo với Charlotte rằng bà sẽ bị giam lỏng tại Cranbourne Lodge, Windsor, chỗ ở của bà sẽ được thay thế và không ai được phép đến thăm trừ bà nội bà, Thái hậu Charlotte, sẽ đến thăm bà mỗi tuần một lần. Charlotte đã hoảng sợ và trốn đến nhà mẹ ở Bayswater. Sau một đêm lo sợ, Charlotte cuối cùng đã được Brougham thuyết phục trở về với cha mình bởi về mặt pháp lý, George là người có quyền nuôi nấng bà và có nguy cơ dân chúng sẽ nổi dậy phản đối George, điều này có thể làm ảnh hưởng đến địa vị của Charlotte nếu bà tiếp tục không nghe lời ông.
Caroline không vui với vị thế của mình và cách mình bị đối xử ở Anh, đã thương lượng một thỏa thuận với Bộ trưởng Ngoại giao, Lord Castlereagh. Bà đồng ý rời khỏi đất nước để đổi lấy khoản trợ cấp hàng năm là 35.000 bảng. Cả Brougham và Charlotte đều thất vọng trước quyết định của Caroline vì họ biết sự vắng mặt của Caroline sẽ củng cố thêm sức mạnh của George và khiến họ yếu thế. Vào ngày 8 tháng 8 năm 1814, Caroline rời khỏi Anh Quốc.

## Lưu vong
Sau chuyến khi tới Braunschweig được hai tuần, Caroline đi qua Thụy Sĩ để đến Ý. Trên đường đi, bà đã thuê Bartolomeo Pergami làm đầy tớ. Pergami sớm trở thành quản gia của Caroline và sắp xếp cho chị gái của ông, Angelica, Bà Bá tước xứ Oldi, trở thành Thị tùng của Caroline. Vào giữa năm 1815, Caroline đã mua một dinh thự bên bờ hồ Como, Villa d'Este.

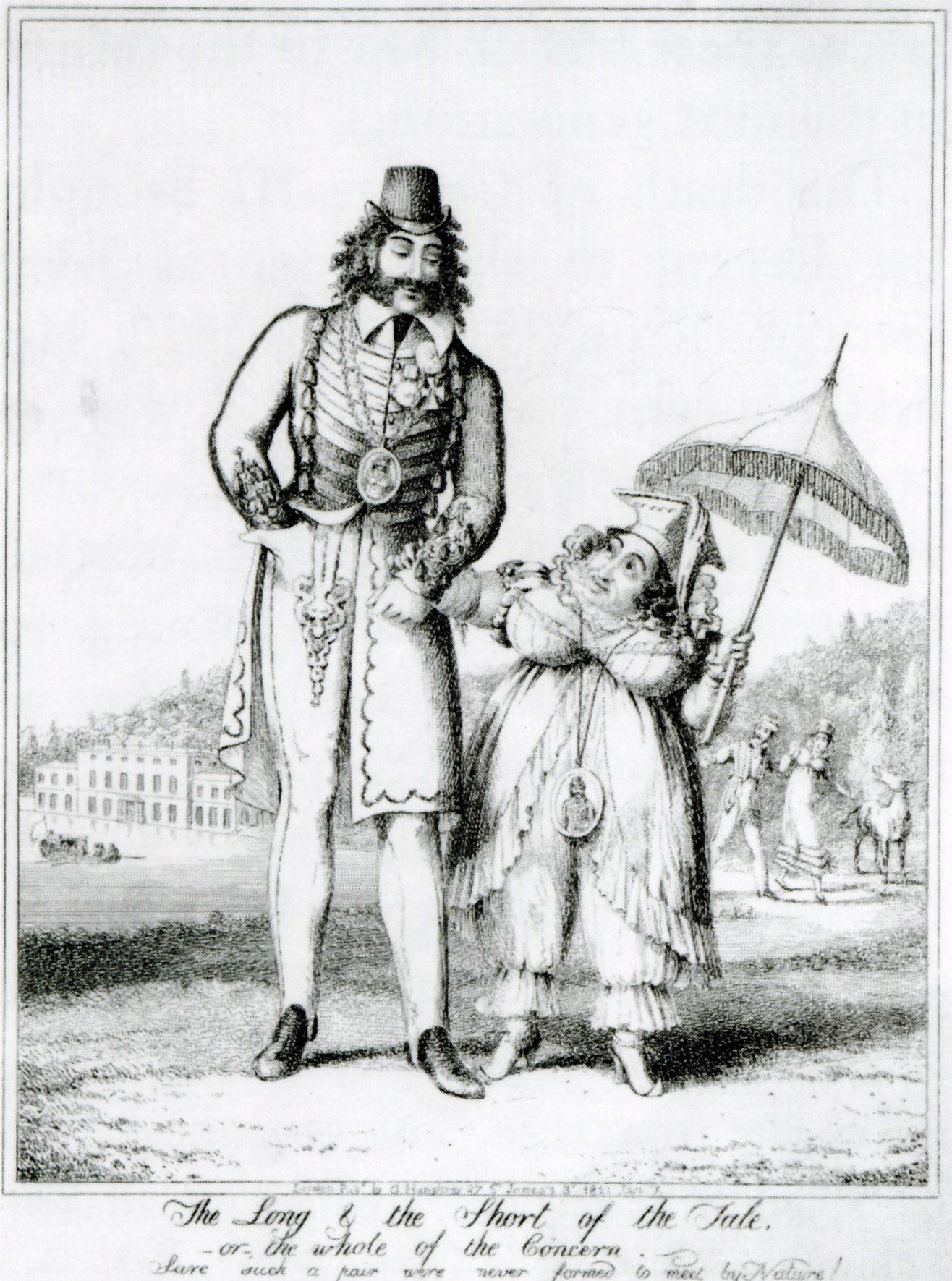
Tranh biếm họa của George Cruikshank chế giễu Caroline vì mối quan hệ của bà với Pergami.

Từ đầu năm 1816, Caroline và Pergami đi thuyền vòng quanh Địa Trung Hải, họ đến thăm cung điện cũ của Napoleon ở Elba, và ở Sicily, Pergami được nhận Huân chương Malta và lãnh địa của một Nam tước. Trong thời gian này, Caroline và Pergami thường cùng nhau xuất hiện công khai và có nhiều lời đồn cho rằng hai người là tình nhân. Cả hai du ngoạn đến Tunis, Malta, Milos, Athens, Corinth, Constantinople và Nazareth. Tại Jerusalem, Caroline thử cưỡi trên lưng một con lừa được hộ tống bởi một đoàn lạc đà. Pergami được nhận Huân chương Hiệp sĩ Jerusalem. Caroline sáng lập ra Huân chương St. Caroline, đề cử Pergami hạng Kiện tướng. Họ trở về Ý vào tháng 8 và dừng chân tại Rome để đến thăm Giáo hoàng.
Thời điểm này, tin đồn về Caroline xuất hiện ở khắp nơi. Lord Byron đã viết cho nhà xuất bản của ông rằng Caroline và Pergami là tình nhân, Sir Francis Ronalds đã mô tả và soạn một vở hài kịch về cách họ ngủ khi ở Karlsruhe. Nam tước Friedrich Ompteda, một điệp viên người Hannover, đã mua chuộc một trong những đầy tớ của Caroline để ông ta khám xét phòng ngủ của Caroline nhằm tìm ra bằng chứng ngoại tình. Người đầy tớ đó không tìm thấy bất cứ thứ gì. Đến tháng 8 năm 1817, các khoản nợ của Caroline ngày càng lớn, bà bán Villa d'Este và chuyển đến Villa Caprile nhỏ hơn gần Pesaro. Mẹ, anh trai và con gái của Pergami, trừ người vợ, đã đến sống cùng với Caroline.
Một năm trước đó, con gái của Caroline, Vương tôn nữ Charlotte, đã kết hôn với Công tử Leopold xứ Saxe-Coburg-Saalfeld, tương lai của chế độ quân chủ Anh có vẻ tươi sáng. Bi kịch ập đến vào tháng 11 năm 1817, Charlotte qua đời sau khi sinh đứa con duy nhất, một bé trai chết non. Charlotte hầu như rất được lòng dân chúng và cái chết của bà là một cú sốc với cả Vương quốc. George từ chối viết thư cho Caroline để thông báo về cái chết của con gái, ông giao việc đó cho con rể Leopold, nhưng Leopold khi đó đang đau buồn và đã trì hoãn việc viết thư. George đã viết thư cho Giáo hoàng nhằm thông báo về bi kịch và Caroline đã tình cờ nghe được tin tức khủng khiếp khi người đưa thư đi ngang qua Pesaro. Caroline mất đi đứa con gái, cũng là mất đi tất cả hy vọng lấy lại vị thế khi con gái lên ngôi.
George quyết tâm ly hôn với Caroline, ông lập một Hội đồng do Phó Chưởng ấn John Leach chủ trì nhằm thu thập bằng chứng ngoại tình của Caroline. Leach đã gửi ba thành viên đến Milan để thẩm vấn những đầy tớ cũ của Caroline, gồm Theodore Majocchi và Louise Demont. Tại London, Brougham vẫn đóng vai trò là người đại diện của Caroline. Lo ngại rằng "Hội đồng Milan" có thể là một mối nguy với Caroline, ông gửi anh trai James đến biệt thự của Caroline với hy vọng xác minh liệu George có bất cứ căn cứ nào để ly hôn hay không. James đã viết thư cho em trai về Caroline và Pergami: "Vẻ ngoài của họ như thể hai vợ chồng vậy, chưa từng có điều gì rõ ràng đến thế."
Hội đồng Milan đã thu thập được ngày càng nhiều bằng chứng và đến năm 1819, Caroline bắt đầu lo lắng. Bà thông báo với James Brougham rằng bà sẽ chấp thuận ly hôn để đổi lấy tiền. Tuy nhiên, tại thời điểm lúc bấy giờ ở Anh, việc ly hôn với sự chấp thuận từ hai bên vẫn là bất hợp pháp bởi hai vợ chồng chỉ có thể ly hôn nếu vợ hoặc chồng thừa nhận hoặc bị kết tội ngoại tình. Caroline nói rằng bà "không thể" thừa nhận điều đó, Broughams khuyên bà rằng chỉ còn cách ly thân mang tính hình thức là hợp lý. Cả hai phía đều muốn tránh công khai, phía Brougham và chính phủ đã thương lượng một thỏa thuận, theo đó Caroline sẽ được gọi bằng một tước vị nhỏ hơn, chẳng hạn như "Bà Công tước xứ Cornwall" chứ không phải "Vương phi xứ Wales". Khi các cuộc đàm phán tiếp tục vào cuối năm 1819, Caroline đã đến Pháp, điều này làm dấy lên suy đoán rằng bà đang trên đường trở về Anh. Tuy nhiên, vào tháng 1 năm 1820, bà đã lên kế hoạch trở về Ý, nhưng sau đó vào ngày 29 tháng 1 năm 1820, Quốc vương George III băng hà, chồng của Caroline trở thành tân vương, tức George IV, và ít nhất trên danh nghĩa, bà chính là Vương hậu của Anh Quốc.

## Vương hậu
Thay vì được đối xử như một Vương hậu, Caroline nhận thấy rằng việc lên ngôi của người chồng bị ghẻ lạnh vô tình lại khiến vị thế của bà trở nên tồi tệ hơn. Khi đến thăm Rome, Giáo hoàng đã từ chối tiếp bà và Đức Hồng y Giáo chủ khẳng định rằng bà chỉ được đón tiếp như một Nữ Công tước xứ Braunschweig chứ không phải Vương hậu. Với nỗ lực củng cố quyền lợi của mình, bà đã lên kế hoạch trở về Anh. Quốc vương yêu cầu các Bộ trưởng phải tống khứ bà khỏi Anh. Ông đã thành công trong việc thuyết phục họ xóa tên bà khỏi các nghi thức tế lễ của Giáo hội Anh, nhưng họ không chấp nhận một cuộc ly hôn vì lo sợ ảnh hưởng của một vụ thưa kiện công khai. Chính phủ yếu thế và mất lòng dân, và một vụ thưa kiện chứa đựng những chi tiết dâm ô của cả Caroline và George chắc chắn sẽ làm tình hình bất ổn hơn nữa. Thay vì mạo hiểm, chính phủ đã tham gia thương lượng với Caroline và đưa ra lời đề nghị tăng thêm 50.000 bảng trong khoản trợ cấp nếu bà ở lại nước ngoài.

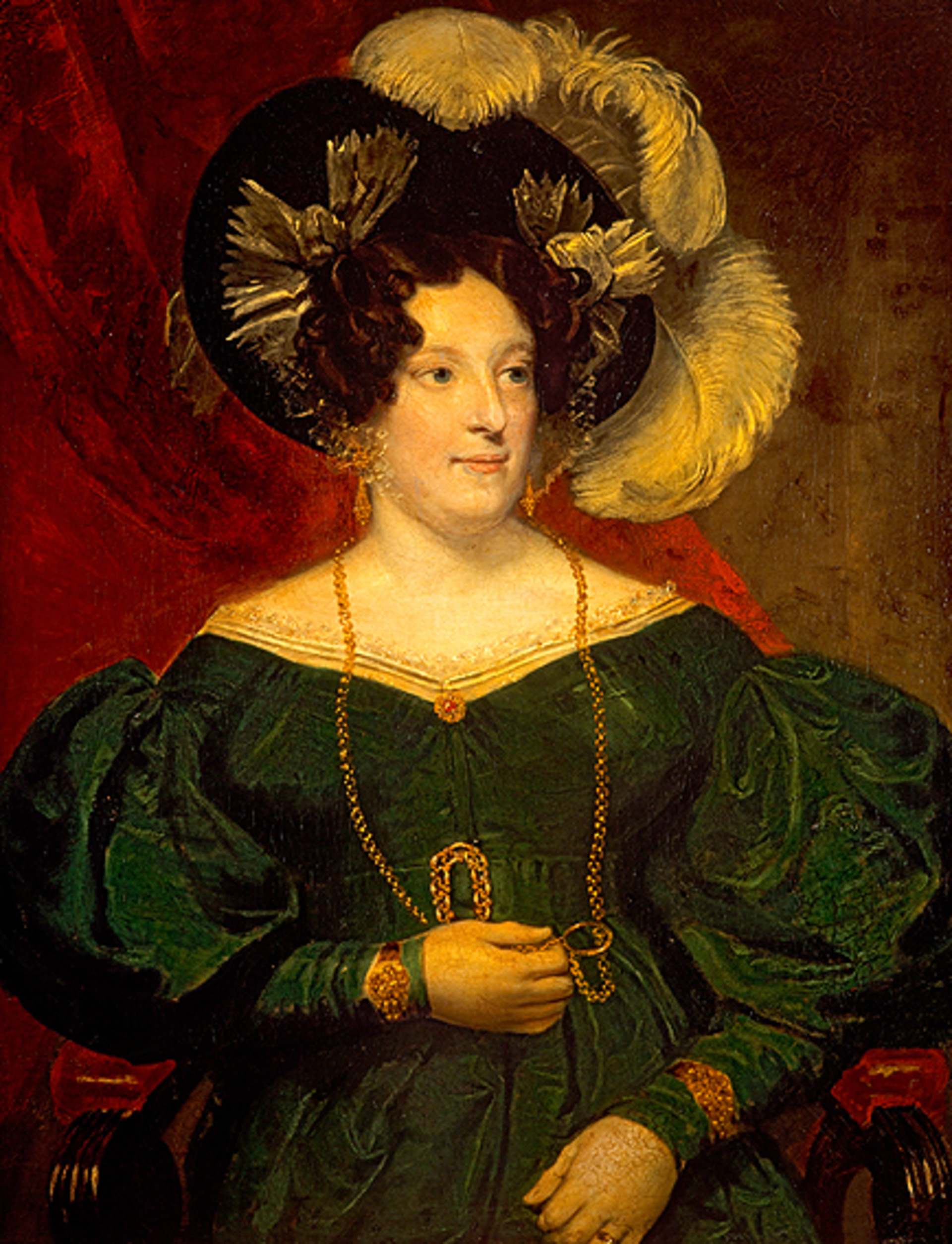
Tranh họa bởi Samuel Lane, 1820

Đến đầu tháng 6 năm 1820, Caroline đã đi từ Ý về phía Bắc và đến St Omer gần Calais. Làm theo lời khuyên của Alderman Matthew Wood và Thị tùng của mình, Lady Anne Hamilton, Caroline đã từ chối lời đề nghị của chính phủ. Bà nói chia tay với Pergami và lên đường sang Anh. Khi bà đến Anh vào ngày 5 tháng 6, một cuộc bạo loạn đã nổ ra nhằm ủng hộ bà. Caroline là một nhân vật bù nhìn cho một cuộc vận động cấp tiến đang lớn mạnh đòi hỏi cải cách chính trị và chống đối vị Quốc vương không được lòng dân. Dù vậy, nhà Vua vẫn nhất quyết muốn ly hôn, ngày hôm sau, ông nộp bằng chứng được Ủy ban Milan thu thập đựng trong hai túi xanh lá lên Nghị viện. Vào ngày 15 tháng 6, các lính canh trong chuồng ngựa của Quốc vương nổi loạn. Cuộc nổi loạn đã bị ngăn chặn nhưng chính phủ lo sợ tình trạng sẽ bất ổn hơn nữa. Việc kiểm tra các bằng chứng bị trì hoãn khi Nghị viện tranh luận về cách thức điều tra, cuối cùng, vào ngày 27 tháng 6, những chiếc túi đã được mở và được mười lăm Nghị sĩ bí mật kiểm tra. Các Nghị sĩ nhìn nhận những bằng chứng đó là "nỗi ô nhục" và một tuần sau, sau khi báo cáo với Hạ viện, chính phủ đã ban hành Dự luật Hình phạt và Đau đớn 1820, qua đó tước đi danh vị Vương hậu của Caroline và hủy bỏ cuộc hôn nhân của bà. Người ta cho rằng Caroline đã ngoại tình với một người đàn ông thấp kém: Bartolomeo Pergami. Nhiều nhân chứng như Theodore Majocchi đã được kêu gọi trong quá trình đọc Dự luật, đây thực sự là một vụ xử án công khai của một Vương hậu. Vụ xử án gây ra một sự náo động, khi những chi tiết về mối quan hệ của Caroline với Pergami bị phát giác. Các nhân chứng cho biết hai người họ đã ngủ chung phòng, hôn và bị nhìn thấy trong tình trạng khỏa thân. Dự luật đã được thông qua Thượng viện nhưng không được đệ trình lên Hạ viện vì có rất ít hy vọng rằng dân chúng sẽ thông qua. Caroline từng nói đùa với bạn bè của mình rằng bà thực sự đã ngoại tình với "chồng của quý bà Fitzherbert" một lần, tức Vua George IV.
Ngay cả trong thời gian truy tố, Vương hậu Caroline vẫn được dân chúng vô cùng hoan nghênh, bằng chứng là có hơn 800 đơn kiến nghị và gần một triệu chữ ký ủng hộ lý lẽ của bà. Vì là bù nhìn cho phong trào đối lập yêu cầu cải cách, nhiều quyết định mang tính cách mạng đã được thực hiện dưới tên của Caroline.
"Một chính phủ không thể nào ngăn sự phát triển về trí tuệ và nhận thức như việc họ chặn dòng chảy của một con nước hay bắt kịp chuyển động của các hành tinh."— Vương hậu Caroline nói với tờ The Times, ngày 7 tháng 10 năm 1820
"Mọi tầng lớp đều sẽ nhìn nhận ta là người bạn chân thành đối với quyền tự do của họ, đồng thời là người hết lòng bênh vực quyền lợi cho họ."— Vương hậu Caroline, tháng 9 năm 1820, trích từ quyển Rebel Queen: How the Trial of Caroline Brought England to the Brink of Revolution, trang 240
Khi cuộc truy tố kết thúc, mối quan hệ đồng minh giữa Caroline với những người thuộc Đảng Cấp tiến cũng chấm dứt. Chính phủ một lần nữa đưa ra đề nghị trợ cấp cho bà 50.000 bảng mỗi năm nhưng không đi kèm bất kỳ điều kiện nào và bà chấp nhận.

## Qua đời
Bất chấp những nỗ lực của Nhà vua, Caroline vẫn được dân chúng hết lòng yêu mến và bà đã lập các kế hoạch nhằm tham dự lễ đăng quang vào ngày 19 tháng 7 năm 1821 với tư cách là Vương hậu. Lord Liverpool nói với Caroline rằng bà ấy không nên có mặt, nhưng bà đã lơ đi lời khuyên của ông. George IV cấm Caroline có mặt tại lễ đăng quang ở Tu viện Westminster. Không được phép vào các cửa dẫn đến hai phía Đông-Tây của Tu viện, Caroline nhất quyết đi qua khu đại sảnh Westminster, nơi các khách mời đã tập trung trước khi đại lễ bắt đầu. Một nhân chứng đã mô tả Vương hậu tức giận như thế nào khi đứng ngay cửa và bị một chiếc lưỡi lê chặn ngang phần dưới cằm, sau đó một người đại diện cho Đại thị thần bước đến và đóng sầm cánh cửa trước mặt bà. Caroline sau đó quay trở lại một lối đi gần góc đường Poets, tại đó bà gặp Ngài Robert Inglis, Chủ nhiệm văn phòng "Gold Staff". Inglis thuyết phục bà quay trở lại xe ngựa, và bà rời đi. Caroline đã làm mất lòng dân qua cách hành xử tại lễ đăng quang, đám đông dân chúng chế nhạo bà khi bà đi xa, và thậm chí Brougham cũng đã ghi lại sự chán ghét của mình trước hành vi thiếu tôn trọng của Caroline.
Đêm đó, Caroline ngã bệnh và uống một lượng lớn sữa Magnesia và vài giọt cồn thuốc phiện. Một vài ngày sau khi bị sỉ nhục tại lễ đăng quang, Caroline có ý định đến thăm Nhà hát Drury-lane một lần nữa, những người hầu của Vương hậu hy vọng chuyến đi chơi này sẽ giúp xua tan đi nỗi u sầu trong lòng bà. Vài tiếng trước khi đi, bà bị một cơn đau dữ dội ở bụng. Các Thị tùng của Caroline, những người đang lo lắng cho sức khỏe ngày càng suy giảm của bà trong suốt những ngày qua, trở nên hoảng sợ hơn bao giờ hết và khẩn thiết cầu xin Vương hậu hãy từ bỏ ý định đến Nhà hát. Bà trả lời: "Tại sao ta không nên đến đó? Ta sẽ khỏe lại tức khắc thôi. Việc ta sẽ đến đã được thông báo trên các tờ yết thị và báo chí, một số người sẽ đến vì mục đích đó và ta sẽ không bao giờ làm bất cứ ai phải thất vọng dù chỉ là một người, trong khi bản thân ta có đủ sức mạnh để tránh làm điều đó." Vương hậu sau đó uống một lượng lớn nước ấm và đi đến Nhà hát. Quãng đường đi khiến Caroline càng mệt mỏi hơn và từ giây phút đó, các triệu chứng bệnh của bà dần tăng lên.
Sức khỏe bà yếu đi rõ rệt vào sáng ngày hôm sau, và thông cáo đầu tiên được công bố:
Dinh thự Brandenburg, ngày 2 tháng 8 năm 1821, 10 giờ 30 phút sáng.
Vương hậu Bệ hạ bị tắc nghẽn và viêm đường ruột, các triệu chứng đã giảm nhưng vẫn chưa hết hoàn toàn.— W. G. Maton, P. Warren, H. Holland
Trong ngày hôm đó, Vương hậu Caroline bị xuất huyết không ngừng và các triệu chứng không có dấu hiệu thuyên giảm. Thông cáo tiếp theo được công bố:
Dinh thự Brandenburg, ngày 3 tháng 8, 9 giờ sáng.
Vương hậu đã trải qua một đêm khá tốt, nhưng các triệu chứng bệnh của Bệ hạ vẫn giống như hôm qua.— W. G. Maton, P. Warren, H. Holland
Bà trở nên ngày càng đau đớn trong ba tuần sau đó khi tình trạng sức khỏe dần xấu đi. Caroline nhận ra mình sắp chết và đã sắp xếp mọi việc. Bà cho đốt tất cả giấy tờ, thư từ, hồi ký và cuốn sổ ghi chép. Bà cũng soạn một di chúc mới và thu xếp cho tang lễ của mình: Bà mong được chôn cất tại quê hương Braunschweig, trên bia mộ khắc dòng chữ "Caroline nằm tại đây, vị Vương hậu bị bôi nhọ của Anh Quốc". Vài tiếng trước khi qua đời, bà nói với một thị nữ thân cận: "Các bác sĩ không hiểu được bệnh tình của ta, nó ở ngay đây, (bà đặt tay lên ngực trái) nhưng ta sẽ giữ kín. Đôi môi của ta sẽ không bao giờ nói ra điều đó." Bà trút hơi thở cuối cùng lúc 10:25 tối vào ngày 7 tháng 8 năm 1821 ở tuổi 53.
Những người có mặt bên cạnh Vương hậu Caroline khi bà qua đời gồm Lord và Lady Hood, Lady Hamilton, ngài Wilde, ngài Austin, ngài Alderman Wood và con trai, John Wood, Bác sĩ Baillie, Bác sĩ Ainslie, Bác sĩ Maton, Bác sĩ Warren, Bác sĩ Holland và Bác sĩ Lushington. Các bác sĩ của bà cho rằng nguyên do qua đời của bà là bị tắc nghẽn đường ruột, nhưng khả năng bà đã bị ung thư, thậm chí có lời đồn bà đã bị hạ độc.

## Tổ tiên
| \| \| \| \| \| \| \| \| \| \| \| \| \| \| 16. Ferdinand Albrecht I xứ Braunschweig-Wolfenbüttel-Bevern \| \| \| \| \| \| \| \| \| \| \| \| \| \| \| \| \| \| \| \| \| \| \| \| \| \| \| \| \| \| \| \| \| \| \| \| \| \| \| \| \| \| \| \| \| \| \| \| \| \| \| \| \| \| \| \| \| \| \| \| 8. Ferdinand Albrecht II xứ Braunschweig-Wolfenbüttel \| \| \| \| \| \| \| \| \| \| \| \| \| \| \| \| \| \| \| \| \| \| \| \| \| \| \| \| \| \| \| \| \| \| \| \| \| \| \| \| \| \| \| \| \| \| \| \| \| \| \| \| \| \| \| \| \| \| \| \| \| \| \| \| \| \| \| \| \| \| \| \| 17. Christine xứ Hessen-Eschwege \| \| \| \| \| \| \| \| \| \| \| \| \| \| \| \| \| \| \| \| \| \| \| \| \| \| \| \| \| \| \| \| \| \| \| \| \| \| \| \| \| \| \| \| \| \| \| \| \| \| \| \| \| \| \| \| \| \| \| \| \| \| \| \| \| \| \| \| \| \| \| \| 4. Karl I xứ Braunschweig-Wolfenbüttel \| \| \| \| \| \| \| \| \| \| \| \| \| \| \| \| \| \| \| \| \| \| \| \| \| \| \| \| \| \| \| \| \| \| \| \| \| \| \| \| \| \| \| \| \| \| \| \| \| \| \| \| \| \| \| \| \| \| \| \| \| \| \| \| \| \| \| \| \| \| \| \| 18. Ludwig Rudolf I xứ Braunschweig-Wolfenbüttel \| \| \| \| \| \| \| \| \| \| \| \| \| \| \| \| \| \| \| \| \| \| \| \| \| \| \| \| \| \| \| \| \| \| \| \| \| \| \| \| \| \| \| \| \| \| \| \| \| \| \| \| \| \| \| \| \| \| \| \| \| \| \| \| \| \| \| \| \| \| \| \| 9. Antoinette xứ Braunschweig-Wolfenbüttel \| \| \| \| \| \| \| \| \| \| \| \| \| \| \| \| \| \| \| \| \| \| \| \| \| \| \| \| \| \| \| \| \| \| \| \| \| \| \| \| \| \| \| \| \| \| \| \| \| \| \| \| \| \| \| \| \| \| \| \| \| \| \| \| \| \| \| \| \| \| \| \| 19. Christine Luise xứ Oettingen-Oettingen \| \| \| \| \| \| \| \| \| \| \| \| \| \| \| \| \| \| \| \| \| \| \| \| \| \| \| \| \| \| \| \| \| \| \| \| \| \| \| \| \| \| \| \| \| \| \| \| \| \| \| \| \| \| \| \| \| \| \| \| \| \| \| \| \| \| \| \| \| \| \| \| 2. Charles William Ferdinand, Duke of Brunswick \| \| \| \| \| \| \| \| \| \| \| \| \| \| \| \| \| \| \| \| \| \| \| \| \| \| \| \| \| \| \| \| \| \| \| \| \| \| \| \| \| \| \| \| \| \| \| \| \| \| \| \| \| \| \| \| \| \| \| \| \| \| \| \| \| \| \| \| \| \| \| \| 20. Friedrich I của Phổ \| \| \| \| \| \| \| \| \| \| \| \| \| \| \| \| \| \| \| \| \| \| \| \| \| \| \| \| \| \| \| \| \| \| \| \| \| \| \| \| \| \| \| \| \| \| \| \| \| \| \| \| \| \| \| \| \| \| \| \| \| \| \| \| \| \| \| \| \| \| \| \| 10. Friedrich Wilhelm I của Phổ \| \| \| \| \| \| \| \| \| \| \| \| \| \| \| \| \| \| \| \| \| \| \| \| \| \| \| \| \| \| \| \| \| \| \| \| \| \| \| \| \| \| \| \| \| \| \| \| \| \| \| \| \| \| \| \| \| \| \| \| \| \| \| \| \| \| \| \| \| \| \| \| 21. Sophie Charlotte xứ Hannover \| \| \| \| \| \| \| \| \| \| \| \| \| \| \| \| \| \| \| \| \| \| \| \| \| \| \| \| \| \| \| \| \| \| \| \| \| \| \| \| \| \| \| \| \| \| \| \| \| \| \| \| \| \| \| \| \| \| \| \| \| \| \| \| \| \| \| \| \| \| \| \| 5. Philippine Charlotte của Phổ \| \| \| \| \| \| \| \| \| \| \| \| \| \| \| \| \| \| \| \| \| \| \| \| \| \| \| \| \| \| \| \| \| \| \| \| \| \| \| \| \| \| \| \| \| \| \| \| \| \| \| \| \| \| \| \| \| \| \| \| \| \| \| \| \| \| \| \| \| \| \| \| 22. George I của Anh \| \| \| \| \| \| \| \| \| \| \| \| \| \| \| \| \| \| \| \| \| \| \| \| \| \| \| \| \| \| \| \| \| \| \| \| \| \| \| \| \| \| \| \| \| \| \| \| \| \| \| \| \| \| \| \| \| \| \| \| \| \| \| \| \| \| \| \| \| \| \| \| 11. Sophia Dorothea của Đại Anh \| \| \| \| \| \| \| \| \| \| \| \| \| \| \| \| \| \| \| \| \| \| \| \| \| \| \| \| \| \| \| \| \| \| \| \| \| \| \| \| \| \| \| \| \| \| \| \| \| \| \| \| \| \| \| \| \| \| \| \| \| \| \| \| \| \| \| \| \| \| \| \| 23. Sophie Dorothea của Celle \| \| \| \| \| \| \| \| \| \| \| \| \| \| \| \| \| \| \| \| \| \| \| \| \| \| \| \| \| \| \| \| \| \| \| \| \| \| \| \| \| \| \| \| \| \| \| \| \| \| \| \| \| \| \| \| \| \| \| \| \| \| \| \| \| \| \| \| \| \| \| \| 1. Caroline xứ Braunschweig-Wolfenbüttel \| \| \| \| \| \| \| \| \| \| \| \| \| \| \| \| \| \| \| \| \| \| \| \| \| \| \| \| \| \| \| \| \| \| \| \| \| \| \| \| \| \| \| \| \| \| \| \| \| \| \| \| \| \| \| \| \| \| \| \| \| \| \| \| \| \| \| \| \| \| \| \| 24. George I của Anh \| \| \| \| \| \| \| \| \| \| \| \| \| \| \| \| \| \| \| \| \| \| \| \| \| \| \| \| \| \| \| \| \| \| \| \| \| \| \| \| \| \| \| \| \| \| \| \| \| \| \| \| \| \| \| \| \| \| \| \| \| \| \| \| \| \| \| \| \| \| \| \| 12. George II của Anh \| \| \| \| \| \| \| \| \| \| \| \| \| \| \| \| \| \| \| \| \| \| \| \| \| \| \| \| \| \| \| \| \| \| \| \| \| \| \| \| \| \| \| \| \| \| \| \| \| \| \| \| \| \| \| \| \| \| \| \| \| \| \| \| \| \| \| \| \| \| \| \| 25. Sophie Dorothea của Celle \| \| \| \| \| \| \| \| \| \| \| \| \| \| \| \| \| \| \| \| \| \| \| \| \| \| \| \| \| \| \| \| \| \| \| \| \| \| \| \| \| \| \| \| \| \| \| \| \| \| \| \| \| \| \| \| \| \| \| \| \| \| \| \| \| \| \| \| \| \| \| \| 6. Frederick của Đại Anh \| \| \| \| \| \| \| \| \| \| \| \| \| \| \| \| \| \| \| \| \| \| \| \| \| \| \| \| \| \| \| \| \| \| \| \| \| \| \| \| \| \| \| \| \| \| \| \| \| \| \| \| \| \| \| \| \| \| \| \| \| \| \| \| \| \| \| \| \| \| \| \| 26. Johann Friedrich I xứ Brandenburg-Ansbach \| \| \| \| \| \| \| \| \| \| \| \| \| \| \| \| \| \| \| \| \| \| \| \| \| \| \| \| \| \| \| \| \| \| \| \| \| \| \| \| \| \| \| \| \| \| \| \| \| \| \| \| \| \| \| \| \| \| \| \| \| \| \| \| \| \| \| \| \| \| \| \| 13. Caroline xứ Ansbach \| \| \| \| \| \| \| \| \| \| \| \| \| \| \| \| \| \| \| \| \| \| \| \| \| \| \| \| \| \| \| \| \| \| \| \| \| \| \| \| \| \| \| \| \| \| \| \| \| \| \| \| \| \| \| \| \| \| \| \| \| \| \| \| \| \| \| \| \| \| \| \| 27. Eleonore xứ Sachsen-Eisenach \| \| \| \| \| \| \| \| \| \| \| \| \| \| \| \| \| \| \| \| \| \| \| \| \| \| \| \| \| \| \| \| \| \| \| \| \| \| \| \| \| \| \| \| \| \| \| \| \| \| \| \| \| \| \| \| \| \| \| \| \| \| \| \| \| \| \| \| \| \| \| \| 3. Augusta của Đại Anh \| \| \| \| \| \| \| \| \| \| \| \| \| \| \| \| \| \| \| \| \| \| \| \| \| \| \| \| \| \| \| \| \| \| \| \| \| \| \| \| \| \| \| \| \| \| \| \| \| \| \| \| \| \| \| \| \| \| \| \| \| \| \| \| \| \| \| \| \| \| \| \| 28. Friedrich I xứ Sachsen-Gotha-Altenburg \| \| \| \| \| \| \| \| \| \| \| \| \| \| \| \| \| \| \| \| \| \| \| \| \| \| \| \| \| \| \| \| \| \| \| \| \| \| \| \| \| \| \| \| \| \| \| \| \| \| \| \| \| \| \| \| \| \| \| \| \| \| \| \| \| \| \| \| \| \| \| \| 14. Friedrich II xứ Sachsen-Gotha-Altenburg \| \| \| \| \| \| \| \| \| \| \| \| \| \| \| \| \| \| \| \| \| \| \| \| \| \| \| \| \| \| \| \| \| \| \| \| \| \| \| \| \| \| \| \| \| \| \| \| \| \| \| \| \| \| \| \| \| \| \| \| \| \| \| \| \| \| \| \| \| \| \| \| 29. Magdalena Sibylla xứ Sachsen-Weißenfels \| \| \| \| \| \| \| \| \| \| \| \| \| \| \| \| \| \| \| \| \| \| \| \| \| \| \| \| \| \| \| \| \| \| \| \| \| \| \| \| \| \| \| \| \| \| \| \| \| \| \| \| \| \| \| \| \| \| \| \| \| \| \| \| \| \| \| \| \| \| \| \| 7. Augusta xứ Sachsen-Gotha-Altenburg \| \| \| \| \| \| \| \| \| \| \| \| \| \| \| \| \| \| \| \| \| \| \| \| \| \| \| \| \| \| \| \| \| \| \| \| \| \| \| \| \| \| \| \| \| \| \| \| \| \| \| \| \| \| \| \| \| \| \| \| \| \| \| \| \| \| \| \| \| \| \| \| 30. Karl Wilhelm I xứ Anhalt-Zerbst \| \| \| \| \| \| \| \| \| \| \| \| \| \| \| \| \| \| \| \| \| \| \| \| \| \| \| \| \| \| \| \| \| \| \| \| \| \| \| \| \| \| \| \| \| \| \| \| \| \| \| \| \| \| \| \| \| \| \| \| \| \| \| \| \| \| \| \| \| \| \| \| 15. Magdalena Augusta xứ Anhalt-Zerbst \| \| \| \| \| \| \| \| \| \| \| \| \| \| \| \| \| \| \| \| \| \| \| \| \| \| \| \| \| \| \| \| \| \| \| \| \| \| \| \| \| \| \| \| \| \| \| \| \| \| \| \| \| \| \| \| \| \| \| \| \| \| \| \| \| \| \| \| \| \| \| \| 31. Sophia xứ Sachsen-Weißenfels \| \| \| \| \| \| \| \| \| \| \| \| \| \| \| \| \| \| \| \| \| \| \| \| \| \| \| \| \| \| \| \| \| \| \| \| \| \| \| \| \| \| \| \| \| \| \| \| \| \| \| \| |                                                       |  |  |  |  |  |  |  |  |  |  |  |                                                              |  |  |  |
| |                                                       |  |  |  |  |  |  |  |  |  |  |  | 16. Ferdinand Albrecht I xứ Braunschweig-Wolfenbüttel-Bevern |  |  |  |
| |                                                       |  |  |  |  |  |  |  |  |  |  |  |                                                              |  |  |  |
| |                                                       |  |  |  |  |  |  |  |  |  |  |  |                                                              |  |  |  |
| |                                                       |  |  |  |  |  |  |  |  |  |  |  |                                                              |  |  |  |
| | 8. Ferdinand Albrecht II xứ Braunschweig-Wolfenbüttel |  |  |  |  |  |  |  |  |  |  |  |                                                              |  |  |  |
| |                                                       |  |  |  |  |  |  |  |  |  |  |  |                                                              |  |  |  |
| |                                                       |  |  |  |  |  |  |  |  |  |  |  |                                                              |  |  |  |
| |                                                       |  |  |  |  |  |  |  |  |  |  |  |                                                              |  |  |  |
| | 17. Christine xứ Hessen-Eschwege                      |  |  |  |  |  |  |  |  |  |  |  |                                                              |  |  |  |
| |                                                       |  |  |  |  |  |  |  |  |  |  |  |                                                              |  |  |  |
| |                                                       |  |  |  |  |  |  |  |  |  |  |  |                                                              |  |  |  |
| |                                                       |  |  |  |  |  |  |  |  |  |  |  |                                                              |  |  |  |
| | 4. Karl I xứ Braunschweig-Wolfenbüttel                |  |  |  |  |  |  |  |  |  |  |  |                                                              |  |  |  |
| |                                                       |  |  |  |  |  |  |  |  |  |  |  |                                                              |  |  |  |
| |                                                       |  |  |  |  |  |  |  |  |  |  |  |                                                              |  |  |  |
| |                                                       |  |  |  |  |  |  |  |  |  |  |  |                                                              |  |  |  |
| | 18. Ludwig Rudolf I xứ Braunschweig-Wolfenbüttel      |  |  |  |  |  |  |  |  |  |  |  |                                                              |  |  |  |
| |                                                       |  |  |  |  |  |  |  |  |  |  |  |                                                              |  |  |  |
| |                                                       |  |  |  |  |  |  |  |  |  |  |  |                                                              |  |  |  |
| |                                                       |  |  |  |  |  |  |  |  |  |  |  |                                                              |  |  |  |
| | 9. Antoinette xứ Braunschweig-Wolfenbüttel            |  |  |  |  |  |  |  |  |  |  |  |                                                              |  |  |  |
| |                                                       |  |  |  |  |  |  |  |  |  |  |  |                                                              |  |  |  |
| |                                                       |  |  |  |  |  |  |  |  |  |  |  |                                                              |  |  |  |
| |                                                       |  |  |  |  |  |  |  |  |  |  |  |                                                              |  |  |  |
| | 19. Christine Luise xứ Oettingen-Oettingen            |  |  |  |  |  |  |  |  |  |  |  |                                                              |  |  |  |
| |                                                       |  |  |  |  |  |  |  |  |  |  |  |                                                              |  |  |  |
| |                                                       |  |  |  |  |  |  |  |  |  |  |  |                                                              |  |  |  |
| |                                                       |  |  |  |  |  |  |  |  |  |  |  |                                                              |  |  |  |
| | 2. Charles William Ferdinand, Duke of Brunswick       |  |  |  |  |  |  |  |  |  |  |  |                                                              |  |  |  |
| |                                                       |  |  |  |  |  |  |  |  |  |  |  |                                                              |  |  |  |
| |                                                       |  |  |  |  |  |  |  |  |  |  |  |                                                              |  |  |  |
| |                                                       |  |  |  |  |  |  |  |  |  |  |  |                                                              |  |  |  |
| | 20. Friedrich I của Phổ                               |  |  |  |  |  |  |  |  |  |  |  |                                                              |  |  |  |
| |                                                       |  |  |  |  |  |  |  |  |  |  |  |                                                              |  |  |  |
| |                                                       |  |  |  |  |  |  |  |  |  |  |  |                                                              |  |  |  |
| |                                                       |  |  |  |  |  |  |  |  |  |  |  |                                                              |  |  |  |
| | 10. Friedrich Wilhelm I của Phổ                       |  |  |  |  |  |  |  |  |  |  |  |                                                              |  |  |  |
| |                                                       |  |  |  |  |  |  |  |  |  |  |  |                                                              |  |  |  |
| |                                                       |  |  |  |  |  |  |  |  |  |  |  |                                                              |  |  |  |
| |                                                       |  |  |  |  |  |  |  |  |  |  |  |                                                              |  |  |  |
| | 21. Sophie Charlotte xứ Hannover                      |  |  |  |  |  |  |  |  |  |  |  |                                                              |  |  |  |
| |                                                       |  |  |  |  |  |  |  |  |  |  |  |                                                              |  |  |  |
| |                                                       |  |  |  |  |  |  |  |  |  |  |  |                                                              |  |  |  |
| |                                                       |  |  |  |  |  |  |  |  |  |  |  |                                                              |  |  |  |
| | 5. Philippine Charlotte của Phổ                       |  |  |  |  |  |  |  |  |  |  |  |                                                              |  |  |  |
| |                                                       |  |  |  |  |  |  |  |  |  |  |  |                                                              |  |  |  |
| |                                                       |  |  |  |  |  |  |  |  |  |  |  |                                                              |  |  |  |
| |                                                       |  |  |  |  |  |  |  |  |  |  |  |                                                              |  |  |  |
| | 22. George I của Anh                                  |  |  |  |  |  |  |  |  |  |  |  |                                                              |  |  |  |
| |                                                       |  |  |  |  |  |  |  |  |  |  |  |                                                              |  |  |  |
| |                                                       |  |  |  |  |  |  |  |  |  |  |  |                                                              |  |  |  |
| |                                                       |  |  |  |  |  |  |  |  |  |  |  |                                                              |  |  |  |
| | 11. Sophia Dorothea của Đại Anh                       |  |  |  |  |  |  |  |  |  |  |  |                                                              |  |  |  |
| |                                                       |  |  |  |  |  |  |  |  |  |  |  |                                                              |  |  |  |
| |                                                       |  |  |  |  |  |  |  |  |  |  |  |                                                              |  |  |  |
| |                                                       |  |  |  |  |  |  |  |  |  |  |  |                                                              |  |  |  |
| | 23. Sophie Dorothea của Celle                         |  |  |  |  |  |  |  |  |  |  |  |                                                              |  |  |  |
| |                                                       |  |  |  |  |  |  |  |  |  |  |  |                                                              |  |  |  |
| |                                                       |  |  |  |  |  |  |  |  |  |  |  |                                                              |  |  |  |
| |                                                       |  |  |  |  |  |  |  |  |  |  |  |                                                              |  |  |  |
| | 1. Caroline xứ Braunschweig-Wolfenbüttel              |  |  |  |  |  |  |  |  |  |  |  |                                                              |  |  |  |
| |                                                       |  |  |  |  |  |  |  |  |  |  |  |                                                              |  |  |  |
| |                                                       |  |  |  |  |  |  |  |  |  |  |  |                                                              |  |  |  |
| |                                                       |  |  |  |  |  |  |  |  |  |  |  |                                                              |  |  |  |
| | 24. George I của Anh                                  |  |  |  |  |  |  |  |  |  |  |  |                                                              |  |  |  |
| |                                                       |  |  |  |  |  |  |  |  |  |  |  |                                                              |  |  |  |
| |                                                       |  |  |  |  |  |  |  |  |  |  |  |                                                              |  |  |  |
| |                                                       |  |  |  |  |  |  |  |  |  |  |  |                                                              |  |  |  |
| | 12. George II của Anh                                 |  |  |  |  |  |  |  |  |  |  |  |                                                              |  |  |  |
| |                                                       |  |  |  |  |  |  |  |  |  |  |  |                                                              |  |  |  |
| |                                                       |  |  |  |  |  |  |  |  |  |  |  |                                                              |  |  |  |
| |                                                       |  |  |  |  |  |  |  |  |  |  |  |                                                              |  |  |  |
| | 25. Sophie Dorothea của Celle                         |  |  |  |  |  |  |  |  |  |  |  |                                                              |  |  |  |
| |                                                       |  |  |  |  |  |  |  |  |  |  |  |                                                              |  |  |  |
| |                                                       |  |  |  |  |  |  |  |  |  |  |  |                                                              |  |  |  |
| |                                                       |  |  |  |  |  |  |  |  |  |  |  |                                                              |  |  |  |
| | 6. Frederick của Đại Anh                              |  |  |  |  |  |  |  |  |  |  |  |                                                              |  |  |  |
| |                                                       |  |  |  |  |  |  |  |  |  |  |  |                                                              |  |  |  |
| |                                                       |  |  |  |  |  |  |  |  |  |  |  |                                                              |  |  |  |
| |                                                       |  |  |  |  |  |  |  |  |  |  |  |                                                              |  |  |  |
| | 26. Johann Friedrich I xứ Brandenburg-Ansbach         |  |  |  |  |  |  |  |  |  |  |  |                                                              |  |  |  |
| |                                                       |  |  |  |  |  |  |  |  |  |  |  |                                                              |  |  |  |
| |                                                       |  |  |  |  |  |  |  |  |  |  |  |                                                              |  |  |  |
| |                                                       |  |  |  |  |  |  |  |  |  |  |  |                                                              |  |  |  |
| | 13. Caroline xứ Ansbach                               |  |  |  |  |  |  |  |  |  |  |  |                                                              |  |  |  |
| |                                                       |  |  |  |  |  |  |  |  |  |  |  |                                                              |  |  |  |
| |                                                       |  |  |  |  |  |  |  |  |  |  |  |                                                              |  |  |  |
| |                                                       |  |  |  |  |  |  |  |  |  |  |  |                                                              |  |  |  |
| | 27. Eleonore xứ Sachsen-Eisenach                      |  |  |  |  |  |  |  |  |  |  |  |                                                              |  |  |  |
| |                                                       |  |  |  |  |  |  |  |  |  |  |  |                                                              |  |  |  |
| |                                                       |  |  |  |  |  |  |  |  |  |  |  |                                                              |  |  |  |
| |                                                       |  |  |  |  |  |  |  |  |  |  |  |                                                              |  |  |  |
| | 3. Augusta của Đại Anh                                |  |  |  |  |  |  |  |  |  |  |  |                                                              |  |  |  |
| |                                                       |  |  |  |  |  |  |  |  |  |  |  |                                                              |  |  |  |
| |                                                       |  |  |  |  |  |  |  |  |  |  |  |                                                              |  |  |  |
| |                                                       |  |  |  |  |  |  |  |  |  |  |  |                                                              |  |  |  |
| | 28. Friedrich I xứ Sachsen-Gotha-Altenburg            |  |  |  |  |  |  |  |  |  |  |  |                                                              |  |  |  |
| |                                                       |  |  |  |  |  |  |  |  |  |  |  |                                                              |  |  |  |
| |                                                       |  |  |  |  |  |  |  |  |  |  |  |                                                              |  |  |  |
| |                                                       |  |  |  |  |  |  |  |  |  |  |  |                                                              |  |  |  |
| | 14. Friedrich II xứ Sachsen-Gotha-Altenburg           |  |  |  |  |  |  |  |  |  |  |  |                                                              |  |  |  |
| |                                                       |  |  |  |  |  |  |  |  |  |  |  |                                                              |  |  |  |
| |                                                       |  |  |  |  |  |  |  |  |  |  |  |                                                              |  |  |  |
| |                                                       |  |  |  |  |  |  |  |  |  |  |  |                                                              |  |  |  |
| | 29. Magdalena Sibylla xứ Sachsen-Weißenfels           |  |  |  |  |  |  |  |  |  |  |  |                                                              |  |  |  |
| |                                                       |  |  |  |  |  |  |  |  |  |  |  |                                                              |  |  |  |
| |                                                       |  |  |  |  |  |  |  |  |  |  |  |                                                              |  |  |  |
| |                                                       |  |  |  |  |  |  |  |  |  |  |  |                                                              |  |  |  |
| | 7. Augusta xứ Sachsen-Gotha-Altenburg                 |  |  |  |  |  |  |  |  |  |  |  |                                                              |  |  |  |
| |                                                       |  |  |  |  |  |  |  |  |  |  |  |                                                              |  |  |  |
| |                                                       |  |  |  |  |  |  |  |  |  |  |  |                                                              |  |  |  |
| |                                                       |  |  |  |  |  |  |  |  |  |  |  |                                                              |  |  |  |
| | 30. Karl Wilhelm I xứ Anhalt-Zerbst                   |  |  |  |  |  |  |  |  |  |  |  |                                                              |  |  |  |
| |                                                       |  |  |  |  |  |  |  |  |  |  |  |                                                              |  |  |  |
| |                                                       |  |  |  |  |  |  |  |  |  |  |  |                                                              |  |  |  |
| |                                                       |  |  |  |  |  |  |  |  |  |  |  |                                                              |  |  |  |
| | 15. Magdalena Augusta xứ Anhalt-Zerbst                |  |  |  |  |  |  |  |  |  |  |  |                                                              |  |  |  |
| |                                                       |  |  |  |  |  |  |  |  |  |  |  |                                                              |  |  |  |
| |                                                       |  |  |  |  |  |  |  |  |  |  |  |                                                              |  |  |  |
| |                                                       |  |  |  |  |  |  |  |  |  |  |  |                                                              |  |  |  |
| | 31. Sophia xứ Sachsen-Weißenfels                      |  |  |  |  |  |  |  |  |  |  |  |                                                              |  |  |  |
| |                                                       |  |  |  |  |  |  |  |  |  |  |  |                                                              |  |  |  |
| |                                                       |  |  |  |  |  |  |  |  |  |  |  |                                                              |  |  |  |

## Sách tham khảo
- Gardner, John. Poetry and Popular Protest: Peterloo, Cato Street and the Queen Caroline Controversy (2011)
- Halevy, Elie. The Liberal Awakening 1815-1930 [A History of the English People In The Nineteenth Century - vol II] (1949) pp 84–106; brief narrative
- Laqueur, Thomas W. "The Queen Caroline Affair: Politics as Art in the Reign of George IV," Journal of Modern History (1982) 54#3 pp. 417–466 in JSTOR
- Plowden, Alison (2005). Caroline and Charlotte: Regency Scandals 1795–1821. Stroud, Gloucestershire: Sutton Publishing. ISBN 0-7509-4173-1.
- Richardson, J. The disastrous marriage: a study of George IV and Caroline of Brunswick (1960) ·
- Robins, Jane (2006). Rebel Queen: How the Trial of Caroline Brought England to the Brink of Revolution. Simon & Schuster. ISBN 978-0-7434-7826-7.
- (Subscription or UK public library membership required.)